# Hylaeus longiceps
Hylaeus longiceps är ett solitärt bi som först beskrevs av Perkins 1899. Det ingår i släktet citronbin och familjen korttungebin. Inga underarter finns listade i Catalogue of Life.

## Beskrivning
Ett litet bi, de klara till rökfärgade (hos honan alltid klara) vingarna är drygt 4 mm långa. Honorna är helt svarta utan några markeringar, hanarna har en gul mask på nedre delen av ansiktet (från antennfästena och neråt) som nästan alltid omfattar hela clypeus. Även labrum kan ha en gul fläck. Han har även bakkroppsspetsen täckt av gulbrunt, ihoppressat hår.

## Ekologi
Arten är ett solitärt (icke-samhällsbildande) bi som förekommer på havsstränder och buskmark. Arten är generalist och besöker flera olika växter. Litet är i övrigt känt om artens ekologi, men man antar på grund av studier av artens närmaste släktingar att boet förläggs underjordiskt med ett förråd av pollen och nektar åt larven.

## Utbredning
Arten finns i Hawaii på öarna Oahu, Molokai, Lanai och Maui i spridda, fragmenterade populationer. Den är hotad, framför allt på grund av habitatsförlust. Arten var redan tidigare delstatligt skyddad på Oahu och Molokai, och blev 30 september 2016 federalt rödlistad som hotad (endangered) av US Fish and Wildlife Service.